# Henrique Antunes Cunha
Henrique Antunes Cunha (São Paulo, 2 de março de 1908 — São Paulo, 5 de dezembro de 2006) foi um jornalista brasileiro e ativista do movimento negro no Brasil.
Filho de José Benedito da Cunha e de Joana Batista, teve uma escolarização tardia. Fez o curso de perito técnico da polícia, mas não pôde exercer a profissão por ser negro. Acabou entrando no serviço público como escriturário, mas de maneira autodidata tornou-se desenhista de arquitetura, atuando na Secretaria de Viação e Obras Públicas de São Paulo, área em que ganhou prestígio.
É mais lembrado como um destacado ativista do movimento negro, participando de importantes associações e atividades. Iniciou sua militância em 1924 como um dos fundadores do jornal O Clarim da Alvorada, um dos mais importantes veículos do movimento em São Paulo, sendo depois colaborador, editor e presidente do periódico. Colaborou no jornal Auriverde a partir de 1928; foi um dos fundadores do Clube Negro de Cultura Social em 1932, onde organizou peças de teatro e outras atividades culturais e políticas; participou da Frente Negra Brasileira na década de 1930, e esteve entre os fundadores da Associação Cultural do Negro em 1954, a qual presidiu entre 1963 e 1964, desempenhando nela relevante atividade. Também deu inúmeras palestras sobre as questões do negro para um público universitário, bem como para professores e membros de outras associações negras.
Em 1980 recebeu da Câmara Municipal de São Paulo a Medalha Gratidão da Cidade de São Paulo. Foi citado entre outros negros ilustres "em diferentes áreas de conhecimentos, de atuação profissional, de criação tecnológica e artística, de luta social", no texto das Diretrizes Curriculares Nacionais para a Educação das Relações Étnico-Raciais e para o Ensino de História e Cultura Afro-Brasileira. Em 1998 os organizadores da Agenda Afro-Brasileira-98 concederam-lhe o Prêmio Machado de Xangô.
Foi casado com a ativista e jornalista Eunice Cunha, tendo com ela o filho Henrique Antunes Cunha Júnior.